# جانت بیدرمن
جانت بیدرمن (انگلیسی: Jeanette Biedermann؛ زاده ۲۲ فوریهٔ ۱۹۸۰) موسیقی‌دان اهل آلمان است. وی بین سال‌های ۱۹۹۸ تا ۲۰۱۰ میلادی فعالیت می‌کرد.